# Bupleurum gaudianum
Bupleurum gaudianum är en flockblommig växtart som beskrevs av Sven E. Snogerup. Bupleurum gaudianum ingår i släktet harörter, och familjen flockblommiga växter. Inga underarter finns listade i Catalogue of Life.